# Ford F-Series (douzième génération)
Cette page est une annexe de l'article « Ford F-Series ».
La douzième génération du Ford F-Series est un pick-up léger produit par Ford des années modèles 2009 à 2014. Initialement situé entre le Ford Ranger et le Ford Super Duty, le F-150 est devenu le plus petit pick-up de Ford Amérique du Nord après le retrait du Ranger en 2011 (en Amérique du Nord). C'est la dernière génération du F-150 produite avec une conception de carrosserie distincte des pick-ups Super Duty (F-250 à F-550), la douzième génération a de nouveau adopté un tout nouveau châssis et une toute nouvelle carrosserie, marquant également une transition importante dans la gamme de groupes motopropulseurs.
Parallèlement à la toute nouvelle conception du modèle, la nouvelle génération a commencé un changement de modèle pour le F-150. Dans tous les niveaux de finition sauf ceux axés pour les flottes, Ford a introduit des matériaux et des caractéristiques intérieurs de meilleure qualité. Aux États-Unis, le Lincoln Mark LT a été reconditionné en tant que finition Platinum au contenu le plus élevé du Ford F-150 (un Mark LT basé sur la douzième génération a été conçu, exclusif au Mexique). En 2010, le Ford Raptor a été présenté en tant que pick-up F-Series le plus performant; contrairement aux précédents pick-ups Ford SVT Lightning, le Raptor a été optimisé pour des performances tout-terrain.
En Amérique du Nord, le F-150 de douzième génération a été assemblé par Ford dans son usine de pick-ups de Dearborn (Dearborn, Michigan) et dans son usine d'assemblage de Kansas City (Claycomo (Missouri)). En décembre 2014, la production de la gamme de modèles a pris fin, Ford introduisant le  F-Series de treizième génération.

## Historique de la conception
Ford a dévoilé le design du F-150 de 2009 au Salon international de l'auto de l'Amérique du Nord 2008 à Détroit. Le développement a commencé sous la direction de l'ingénieur en chef Matt O'Leary en novembre 2003 sous le nom de code "P-415", après le début de la production du P-221 en juin 2003. Le travail de conception général a été effectué sous Patrick Schiavone jusqu'à fin 2005, avec d'autres changements extérieurs ayant eu lieu fin 2006 à la conception du hayon et des passages de roues pendant une interruption du développement. Le gel de la conception finale a eu lieu début 2007. La production du F-Series a commencé en octobre 2008 à l'usine d'assemblage de Ford de Kansas City.
Ford avait initialement prévu d'étendre la plate-forme du F-Series en réintroduisant le F-100 en tant que pick-up intermédiaire. Connu en interne sous le nom de P525, le F-100 aurait servi de remplaçant au Ford Ranger global en 2010 ou 2011, Le projet a finalement été abandonné, la société développant le Ranger T6 en tant que pick-up intermédiaire mondial et en Amérique du Nord, Ford s'est concentré sur le développement de groupes motopropulseurs économes en carburant tels que le V6 EcoBoost et la transmission automatique à 6 vitesses pour le F-150.
Le F-150 de 2009 présentait un intérieur plus grand et plus flexible, une calandre à trois barres mise à jour et des choix de niveaux de finition supplémentaires. Le châssis comprenait un acier plus léger et à haute résistance pour une meilleure économie de carburant et une meilleure sécurité avec une charge utile et une capacité de remorquage améliorées. Pour la première fois dans l'histoire du F-Series, un moteur V8 était de série sur tous les modèles; aucun 6 cylindres n'était disponible. Tous les F-150 comprenaient une transmission automatique en équipement standard, car aucune transmission manuelle n'était disponible. Les modèles à cabine standard ont de nouveau été produits avec des portes de longueur standard plutôt que deux portes courtes à ouverture arrière. Tous les modèles Flareside de 2009 ont été fabriqués avec un nouveau badge sur les bennes de la génération précédente et ils ont été abandonnés à la fin de l'année modèle lorsque le stock a été épuisé, faisant écho à une situation similaire dans la première année de la huitième génération. L'intérieur était plus luxueux et offrait plus de fonctionnalités que les pick-ups de la génération précédente. Le système Ford Sync est devenu disponible pour la première fois, comprenant à la fois la fonctionnalité Bluetooth et les entrées USB et auxiliaires, et un système audio Sony haut de gamme était également disponible pour la première fois sur les niveaux de finition haut de gamme. La console centrale a également été repensée pour intégrer le système audio et les commandes de climatisation dans une seule unité (le modèle de base XL comprenait toujours une unité radio AM/FM séparée avec une entrée audio auxiliaire en équipement standard). Le groupe d'instrumentations était désormais le même dans tous les niveaux de finition du F-150 (et comprenait désormais un tachymètre en équipement standard), bien que les revêtements des jauges variaient toujours selon le niveau de finition.
Pour l'année modèle 2010, le pick-up tout-terrain SVT Raptor a été introduit. Initialement disponible en tant que SuperCab avec une benne de 5,5 pieds, il était disponible avec un V8 de 5,4 L de 320 ch ou un V8 de 6,2 L de 411 ch en option provenant de la gamme Super Duty. Les roues standard des modèles FX4 ont été agrandies à 18".
En 2010, le F-150 a subi des changements minimes, bien que les carillons d'avertissement aient été modifiés pour correspondre au reste de la nouvelle gamme Ford. La conception de la télécommande d'entrée sans clé a également été modifiée et propose désormais un démarrage à distance intégré (auparavant, opter pour le démarrage à distance nécessitait une télécommande supplémentaire à un seul bouton), ainsi qu'une clé intégrée. Autre nouveauté pour 2010 : le nouveau système MyKey était en équipement de série sur tous les modèles du F-150 (à l'exception du modèle de base XL, où le système MyKey était en option). Le système MyKey permettait aux parents de jeunes conducteurs, ainsi qu'aux opérateurs des flottes, de configurer l'une des clés de contact du véhicule comme MyKey du véhicule, et pouvait limiter la vitesse maximale du véhicule, couper le système audio du véhicule jusqu'à ce que la ceinture de sécurité du conducteur soit bouclée, limiter le volume maximum du système audio, et fournir des avertissements sonores et visuels chaque fois qu'une vitesse prédéterminée était atteinte. Lorsque le système MyKey était activé, un message s'affichait sur l'écran d'affichage du combiné d'instrumentations, indiquant «MyKey Active, Drive Safely» (MyKey active, conduisez prudemment), pour rappeler au conducteur de conduire de manière responsable.
2011 a marqué une mise à niveau majeure dans la gamme des groupes motopropulseurs. Dans l'intérêt d'augmenter l'économie de carburant, les deux versions du V8 de 4,6 L et du V8 de 5,4 L ont été abandonnées. A leur place se trouvaient un V6 de 3,7 L et un V8 de 5,0 L. Entre les deux moteurs se trouvait un tout nouveau V6 biturbo de 3,5 litres. Baptisé EcoBoost, le V6 de 3,5 L développait 365 chevaux. Également pour 2011, le groupe d'instrumentations a été repensé et un nouveau groupe d'instrumentations «premium» a été introduit avec un «écran de productivité» LCD couleur de 4,2 pouces (4,2") qui comprenait des «applications pour pick-ups» fournissant des informations telles que les angles d'approche et de départ, altitude, état actuel du système 4 roues motrices et d'autres informations importantes. La finition de base XL a reçu de nouvelles roues de style acier en équipement standard, remplaçant les anciennes roues de style acier à cinq branches qui étaient des roues reprises du Ford F-Series (onzième génération).
En 2012, le F-150 arborait dix niveaux de finition (XL, STX, XLT, FX2, FX4, Lariat, King Ranch, Platinum, Harley-Davidson et SVT Raptor).
En 2013, le F-150 a reçu des modifications mineures telles que 3 nouvelles calandres (remplaçant les 4 calandres précédentes), nouvelles roues de 18, 20 ou 22 pouces en option, Sync avec MyFord, système de navigation MyFord Touch, nouveaux rétroviseurs télescopiques pour remorque rabattables électriquement (tirés des modèles Super Duty), phares à décharge à haute intensité, 3 nouvelles options de couleur (Blue Jeans Metallic, Kodiak Brown Metallic et Ruby Red Clearcoat Metallic), nouveaux sièges Alcantara dans la finition d'apparence FX, cuir noir ou en noix de pécan dans le Platinum, le retour du modèle Limited et le V8 de 6,2 litres étant disponible dans les XLT, FX2 et FX4 (SuperCab et SuperCrew uniquement).
En 2014, un pick-up spécial appelé Tremor a été introduit, essentiellement un pick-up FX2 ou FX4 équipé d'une cabine ordinaire, d'une benne de 6,5 pi, du moteur EcoBoost, d'une finition d'apparence FX, d'une console centrale à flux continu avec sièges baquets et d'un rapport de démultiplication finale de l'essieu arrière de 4,10.
Autre nouveauté en 2014, le niveau de finition STX est également devenu disponible sur les modèles SuperCrew avec la benne de 5,5'. De plus, une finition STX Sport a été ajouté en 2014, comprenant des roues de 20", des sièges en tissu noir et des accents extérieurs noirs.

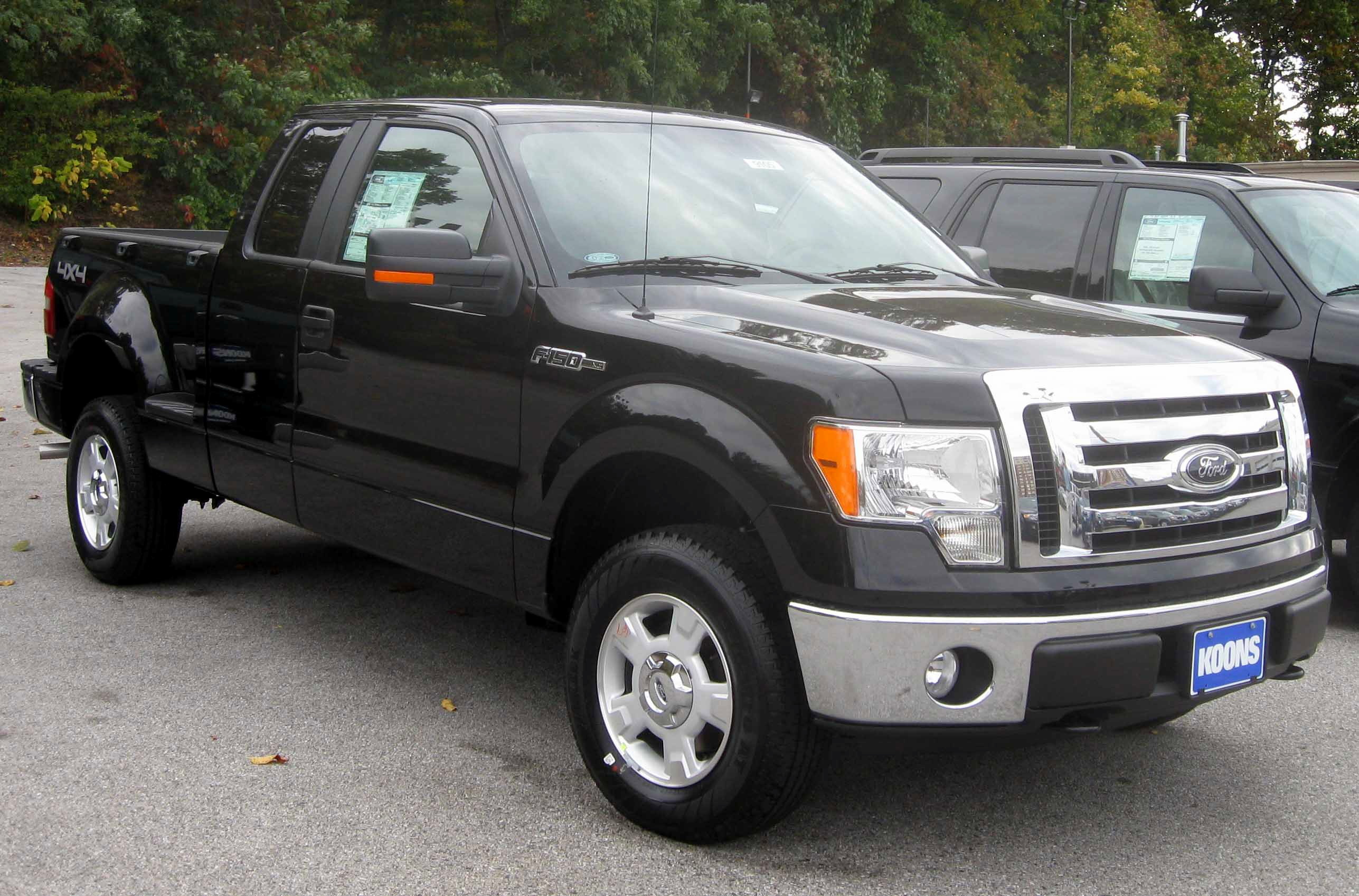
2009 F-150 XLT SuperCab Flareside
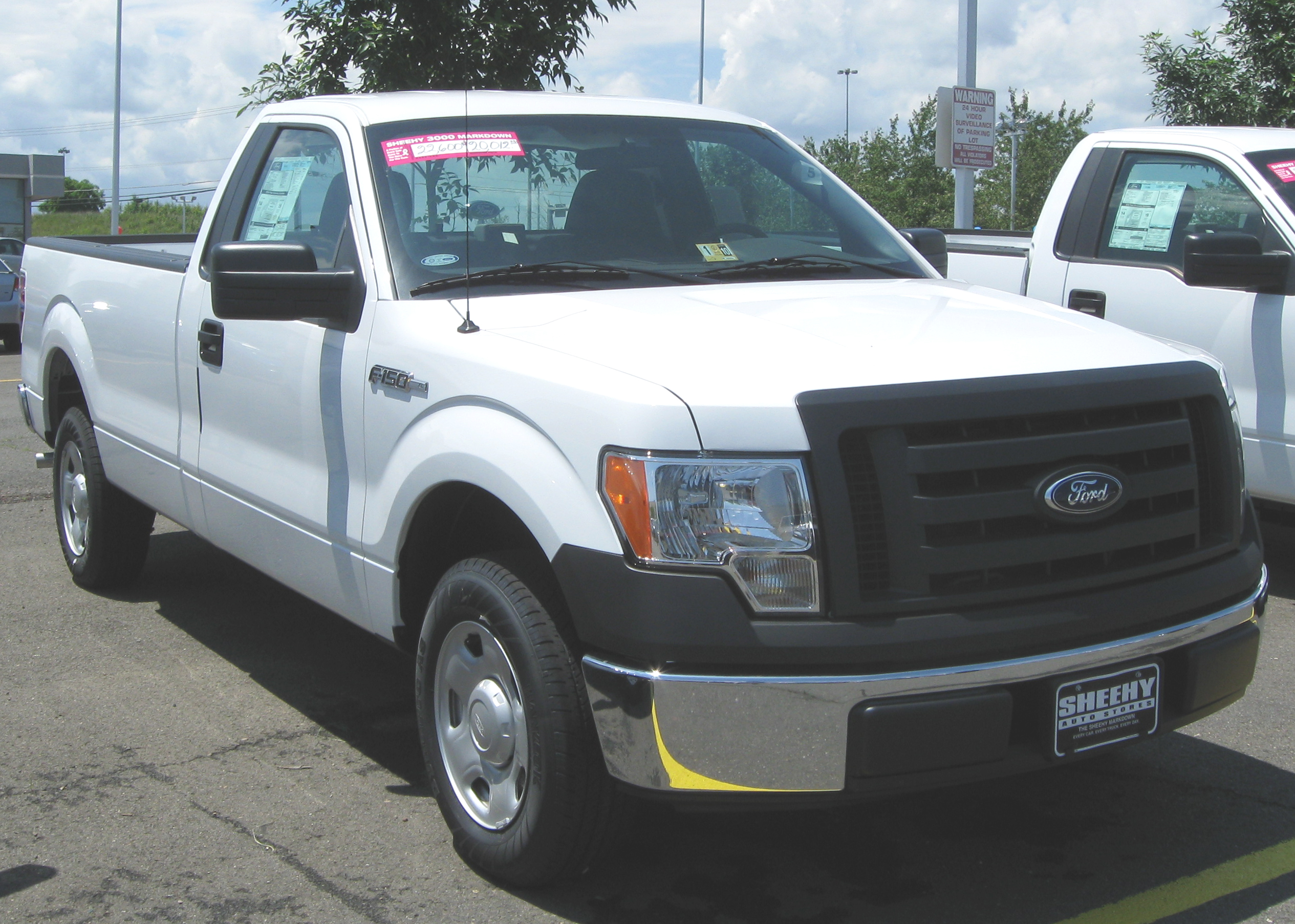
2009 F-150 XL Simple cabine
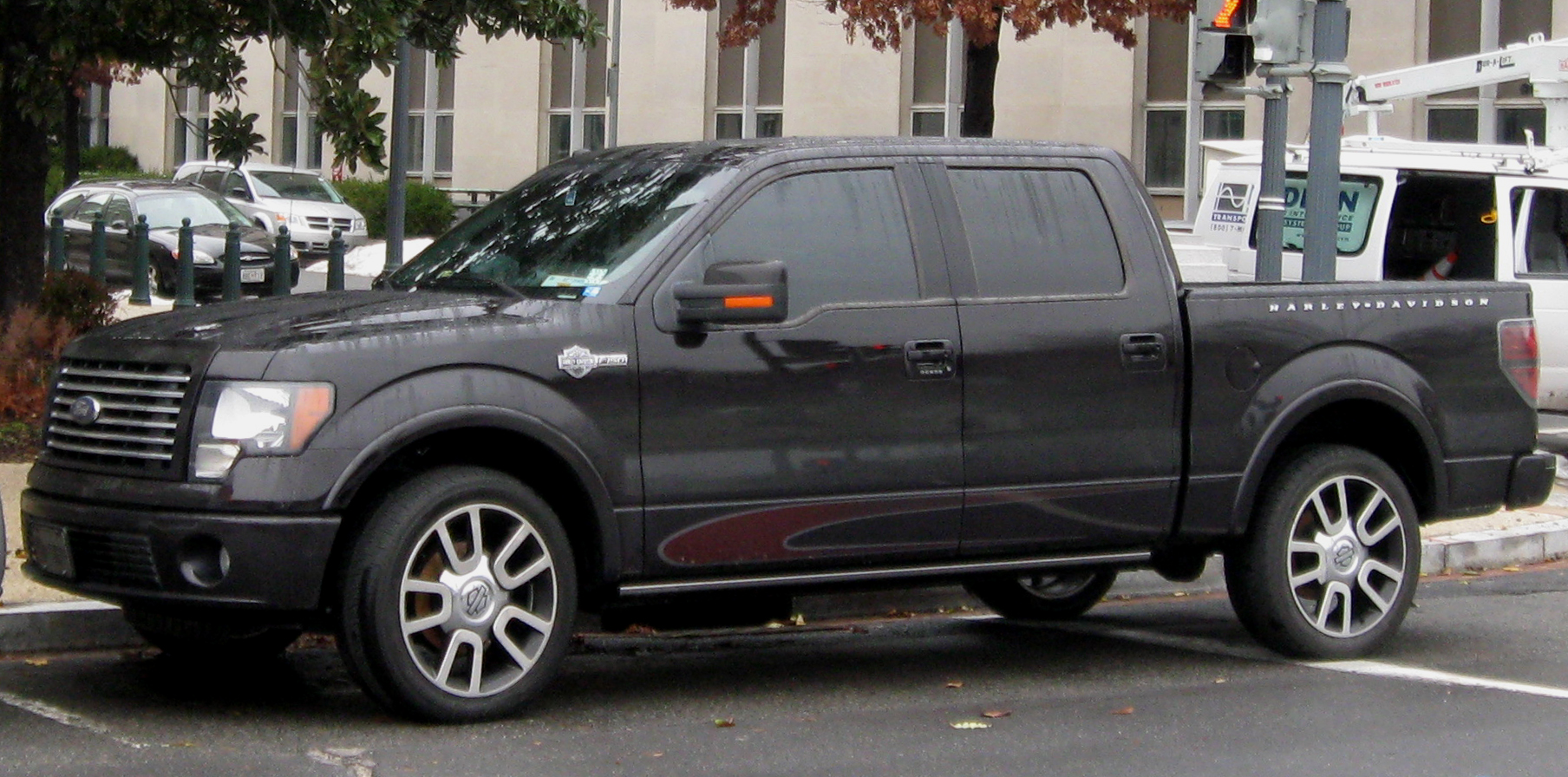
2010 F-150 Harley Davidson
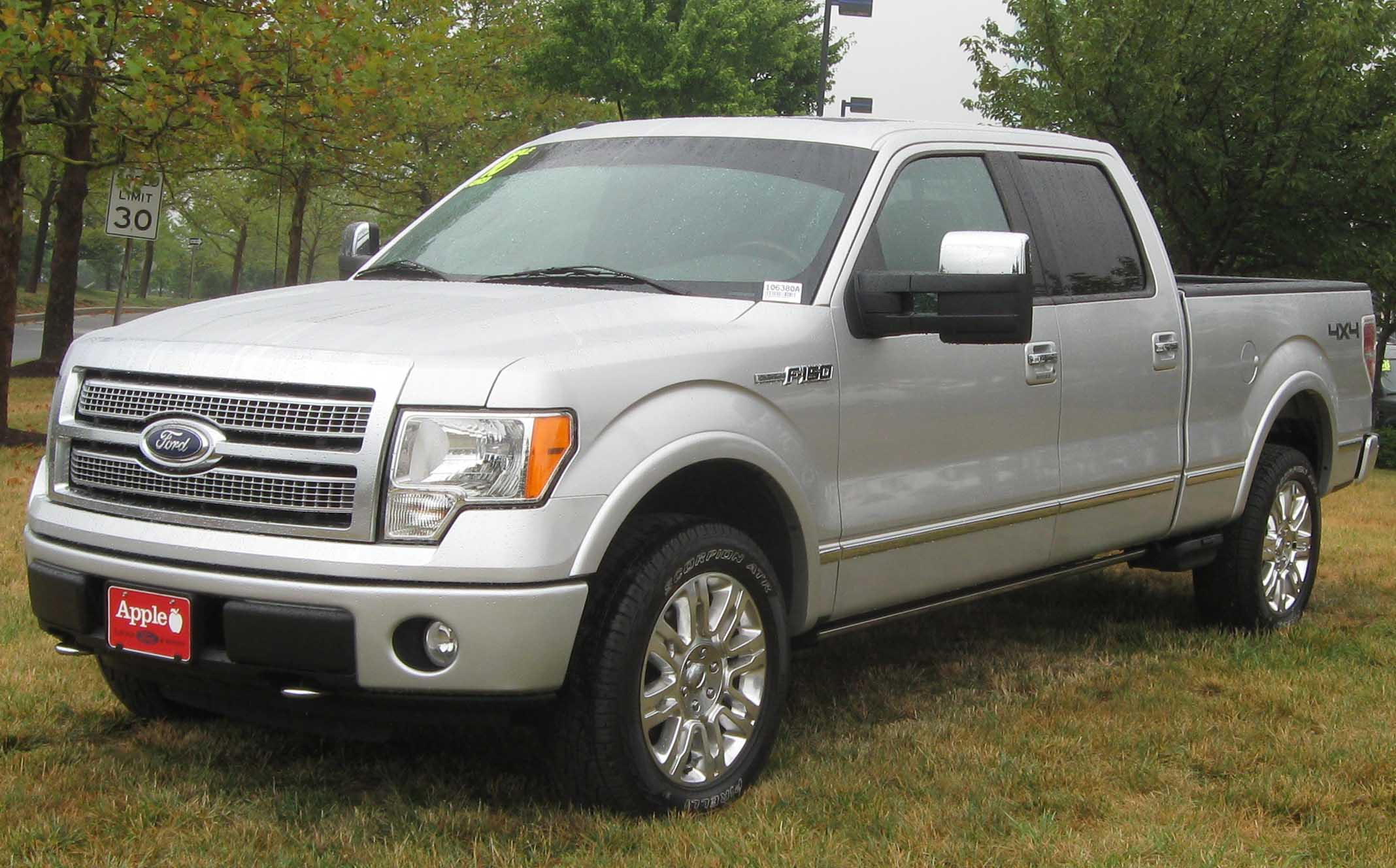
F-150 Platinum SuperCrew
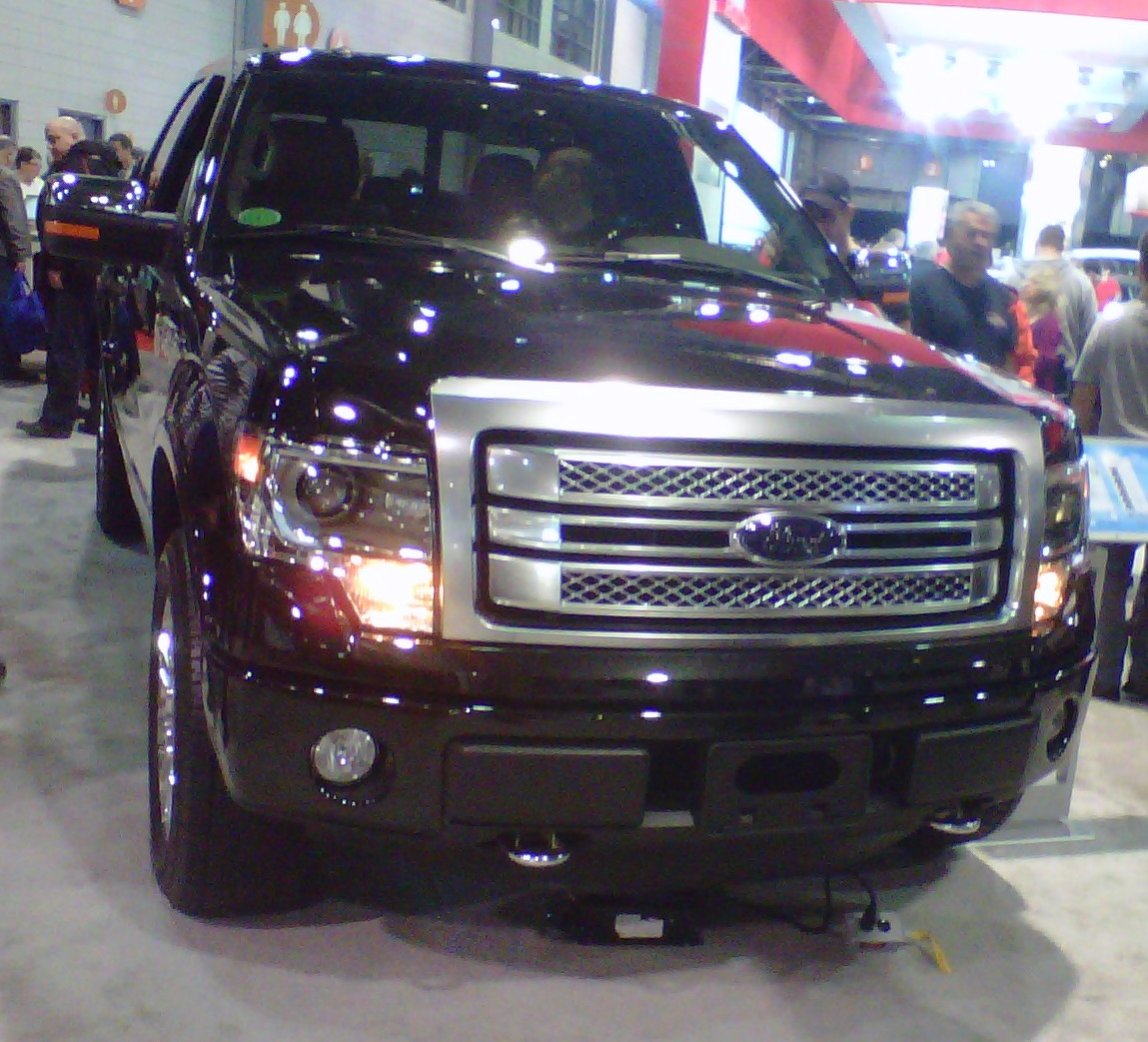
2013 Ford F-150
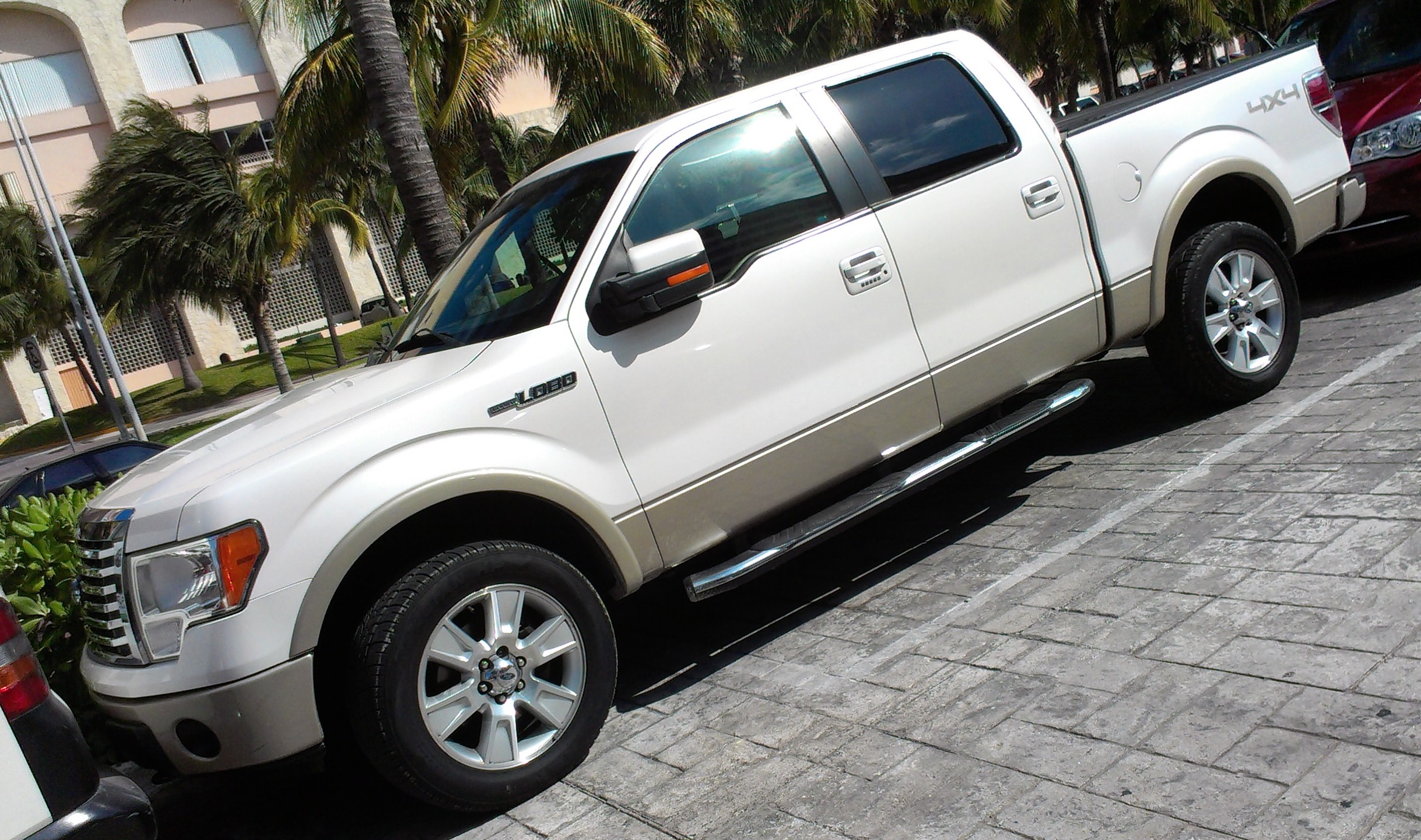
Ford Lobo Lariat SuperCrew

## Groupe motopropulseur
Trois moteurs étaient proposés avec la refonte de 2009 : un V8 Triton révisé de 5,4 L à 3 soupapes compatible avec l'E85 avec une puissance nominale de 320 ch (239 kW) et un couple de 536 N⋅m, un V8 de 4,6 L à 3 soupapes de 292 ch (218 kW) et un V8 de 4,6 L à 2 soupapes de 248 ch (185 kW). Les V8 de 5,4 et 4,6 litres à 3 soupapes étaient couplés à la nouvelle transmission automatique 6R80E de Ford à 6 vitesses, tandis que la transmission automatique 4R75E à 4 vitesses a été reprise pour le V8 de 4,6 L à 2 soupapes. Le moteur V6 OHV de 4,2 L, qui était disponible, a été abandonné en raison de la fermeture de l'usine de moteurs d'Essex où il était produit.
Pour l'année modèle 2011, une toute nouvelle gamme de moteurs a été proposée. Deux des moteurs, le V6 de 3,7 L et le V8 de 5,0 L, tous deux basés sur les moteurs de la Ford Mustang de 2011, offrent tous deux une capacité de carburant flexible E85. Le V8 de 6,2 L utilisé dans le Ford Super Duty de 2011 était disponible avec les F-150 Platinum, Lariat, SVT Raptor, Harley Davidson et "Lariat Limited Edition" (seulement environ 3700 exemplaires). Enfin, le V6 EcoBoost biturbo à injection directe de 3,5 L a été proposé dans le F-150 à partir de début 2011. Tous les moteurs étaient associés à une nouvelle transmission automatique à six vitesses (la 6R80). La direction assistée électrique a été rendue disponible avec tous les moteurs à l'exception du moteur de 6,2 L. Depuis 2008, le Ford F-150 a une capacité de remorquage et de transport de 11 300 livres et 3 060 livres, respectivement.
| Moteur                                                     | Années    | Puissance                     | Couple                 |
| ---------------------------------------------------------- | --------- | ----------------------------- | ---------------------- |
| V8 Modular à 2 soupapes de 4,6 L (281 pouces cubes)        | 2009–2010 | 248ch (185 kW) à 4 750 tr/min | 399 N⋅m à 4 000 tr/min |
| V8 Modular à 3 soupapes de 4,6 L (281 pouces cubes)        | 2009–2010 | 292ch (218 kW) à 5 700 tr/min | 434 N⋅m à 4 000 tr/min |
| V8 Triton à 3 soupapes de 5,4 L (330 pouces cubes)         | 2009–2010 | 310ch (231 kW) à 5 000 tr/min | 495 N⋅m à 3 500 tr/min |
| V6 Duratec Ti-VCT à 4 soupapes de 3,7 L (227 pouces cubes) | 2011–2014 | 302ch (225 kW) à 6 500 tr/min | 377 N⋅m à 4 000 tr/min |
| V8 Coyote à 4 soupapes de 5,0 L (302 pouces cubes)         | 2011–2014 | 360ch (268 kW) à 5 500 tr/min | 515 N⋅m à 4 250 tr/min |
| V6 EcoBoost à 4 soupapes de 3,5 L (213 pouces cubes)       | 2011–2014 | 365ch (272 kW) à 5 000 tr/min | 569 N⋅m à 2 500 tr/min |
| V8 Boss SOHC à 2 soupapes de 6,2 L (379 pouces cubes)      | 2010–2014 | 411ch (306 kW) à 5 500 tr/min | 588 N⋅m à 4 500 tr/min |

## Sécurité
Le Ford F-150 de 2009 comportait des coussins gonflables latéraux pour les sièges avant et le système d'auvent de sécurité de Ford pour les première et deuxième rangées en tant que protection pour la tête en cas d'impact latéral. Il comportait également le système ADVANCETRAC RSC (Roll Stability Control (contrôle de la stabilité du roulis)) exclusif de Ford - un contrôle électronique de la stabilité et une fonction de sécurité anti-renversement également disponibles dans d'autres véhicules Ford, de la Fusion à l'Expedition.
Le F-150 est livré de série avec le contrôle électronique de la stabilité AdvanceTrac, des coussins gonflables latéraux aux rangées avant et arrière et des coussins gonflables latéraux pour le torse à l'avant.
Les cotes de sécurité peuvent être trouvées ici (https://www.nhtsa.gov/ratings).

## Concepts
Au salon SEMA 2008, quatre Ford F-150 de 2009 ont été dévoilés : le F-150 Heavy Duty DEWALT Contractor, le FX-4 de X-Treme Toyz, le F-150 de Street Scene Equipment et le F-150 Hi-Pa Drive. Le Heavy Duty DEWALT Contractor a été construit avec le thème DeWalt. Le FX-4, également appelé F-150 Fahrenheit, a été conçu pour les amateurs de plein air. La version Street Scene Equipment est un pick-up surbaissé construit avec du style et pour la performance. Le F-150 Hi-Pa Drive était propulsé par 4 moteurs électriques intégrés produisant plus de 480 ch (360 kW) et un couple combiné de plus de 508 N⋅m.

## Finition
- XL inclus : Rembourrage en vinyle, système d'alerte post-crash, rétroviseurs manuels (rétroviseurs électriques sur SuperCrew), jantes en acier de 17", vitres teintées, climatisation, une chaîne stéréo AM/FM avec horloge, délai des accessoires d'alimentation, tachymètre et vitres et serrures manuelles (vitres et serrures électriques avec vitre latérale du conducteur automatique sur SuperCrew)
- STX (Sport Truck Off-Road) ajoute : Décalcomanies STX, pare-chocs couleur carrosserie, jantes alliage de 17", une chaîne stéréo AM/FM avec lecteur monodisque et une prise d'entrée auxiliaire, rembourrage en tissu, accoudoir pour siège avant avec porte-gobelets et bac de rangement et porte-gobelets à l'arrière (SuperCab)
- XLT ajoute : Pare-chocs chromés, entrée sans clé, rétroviseurs électriques, jantes alliage de 17", phares automatiques, moquette et tapis de sol de couleur assortie, serrures et vitres électriques avec vitre latérale du conducteur automatique, pare-soleil avec miroirs couverts, boussole, vitres arrière teintées et plus tard phares antibrouillard.
- FX4/FX2 ajoute : Décalcomanies FX4 Off-Road, phares antibrouillard, saisie au clavier, jantes alliage de 18", essieu arrière verrouillable, plaques de protection, finition de remorquage, radio satellite SIRIUS avec abonnement de 6 mois, volant gainé de cuir, siège conducteur à réglage électrique et dégivreur de lunette arrière. Les fonctionnalités ultérieures étaient un onduleur de 120V, centre de messagerie et Ford SYNC
- Lariat ajoute : Peinture monotone, rétroviseurs électriques, chauffants et à mémoire, rétroviseurs avec clignotants et rétroviseur côté conducteur à atténuation automatique, jantes en alliage brillant de 18", poignées de porte couleur carrosserie, rétroviseurs éclairés, contrôle automatique de la température bizone, Ford SYNC, centre de messagerie, sièges avant chauffants, volant gainé de cuir de couleur assortie avec commandes audio, sièges avant à réglage électrique en 10 directions, siège conducteur à mémoire, sièges garnis de cuir, rétroviseur intérieur à atténuation automatique et pédales électriques avec mémoire
- King Ranch ajoute : Peinture bicolore, rétroviseurs extérieurs chauffants, rabattables électriquement, chromés, avec clignotants, mémoire, feux d'approche de sécurité et rétroviseur côté conducteur à atténuation automatique, jantes à 7 branches de 18" avec logo King Ranch, rail latéral et marchepieds de la benne de couleur assortie, volant gainé de cuir chaparral, une chaîne stéréo AM/FM avec lecteur CD à 6 disques dans le tableau de bord avec capacité MP3 et contrôle du volume à compensation de la vitesse, télécommande de porte de garage, sièges avant en cuir chaparral chauffants et refroidissants à réglage électrique, console avant à flux continu avec couvercle garni de cuir chaparral et levier de vitesses au plancher, insignes et tapis King Ranch, système de détection en marche arrière, caméra de recul et plus tard démarrage à distance.
- Platinum ajoute : Pare-chocs couleur carrosserie, insignes PLATINUM, crochets de remorquage à l'avant, poignées de porte chromées, marchepieds déployables électriquements, rétroviseurs chromés, chauffants, rabattables électriquement, avec clignotants, mémoire, feux d'approche de sécurité et rétroviseur côté conducteur à atténuation automatique, jantes en aluminium de 20", embout d'échappement chromé, moulures décoratives brillantes sur le côté de la carrosserie, volant gainé de cuir unique avec colonne inclinable électriquement, mémoire et commandes audio, applique en aluminium brossé sur le panneau et la console central, une chaîne stéréo AM/FM avec lecteur CD à 6 disques intégré au tableau de bord avec capacité MP3 et contrôle du volume à compensation de la vitesse, pare-soleil avec miroirs éclairés, télécommande de porte de garage, sièges avant garnis de cuir, chauffants et rafraîchissants à réglage électrique, console avant à flux continu avec couvercle garni de cuir et levier de vitesses au plancher, lunette arrière coulissante électriquement, essuie-glaces à capteur de pluie, système de détection en marche arrière et caméra de recul. Les fonctionnalités standard ultérieures étaient le démarrage à distance.
- Lariat Limited (2011 seulement) ajoute (au Lariat) : Moteur V8 de 6,2 L, direction assistée, une chaîne stéréo AM/FM Sony avec lecteur monodisque/DVD et navigation, caméra de recul, démarrage à distance, groupe de jauges unique, phares noircis, poignées de porte couleur carrosserie avec contour chromé, sièges garnis de cuir bicolore, pare-chocs couleur carrosserie, lettrage LIMITED, marchepieds déployables électriquements, contrôleur de frein pour remorque, jantes en aluminium forgé de 22", rétroviseurs chauffants, à réglage électrique avec mémoire, clignotants, feux d'approche de sécurité et rétroviseur côté conducteur à atténuation automatique, sièges arrière chauffants et toit ouvrant électrique.
- Harley-Davidson ajoute (au Lariat) : Moteur V8 de 6,2 L, direction assistée, une chaîne stéréo AM/FM Sony avec lecteur monodisque/DVD et navigation, caméra de recul, démarrage à distance, sièges garnis de cuir noir et argent avec logo Harley-Davidson, insert moteur recalibré, levier de vitesses au sol, sièges arrière chauffants, pédales réglable à mémoire, démarrage à distance, insignes de hayon et d'aile "F-150 HARLEY DAVIDSON", marchepieds déployables électriquements, contrôleur de frein pour remorque, jantes en alliage de 22" et groupe de jauges unique.
- SVT Raptor ajoute (au XLT) : Moteur V8 de 6,2 L, siège conducteur à réglage électrique, contrôle en descente, rembourrage en cuir et en tissu, lunette arrière coulissante électriquement, finition de remorquage, rétroviseur à atténuation automatique avec boussole, volant gainé de cuir avec commandes audio et SYNC, centre de messagerie et ordinateur de bord, radio satellite SIRIUS, extracteurs d'air sur le capot, jantes alliage peintes de 17" avec pneus tout-terrain, crochets de remorquage à l'avant et à l'arrière et clavier d'entrée sans clé.

## Ford SVT Raptor

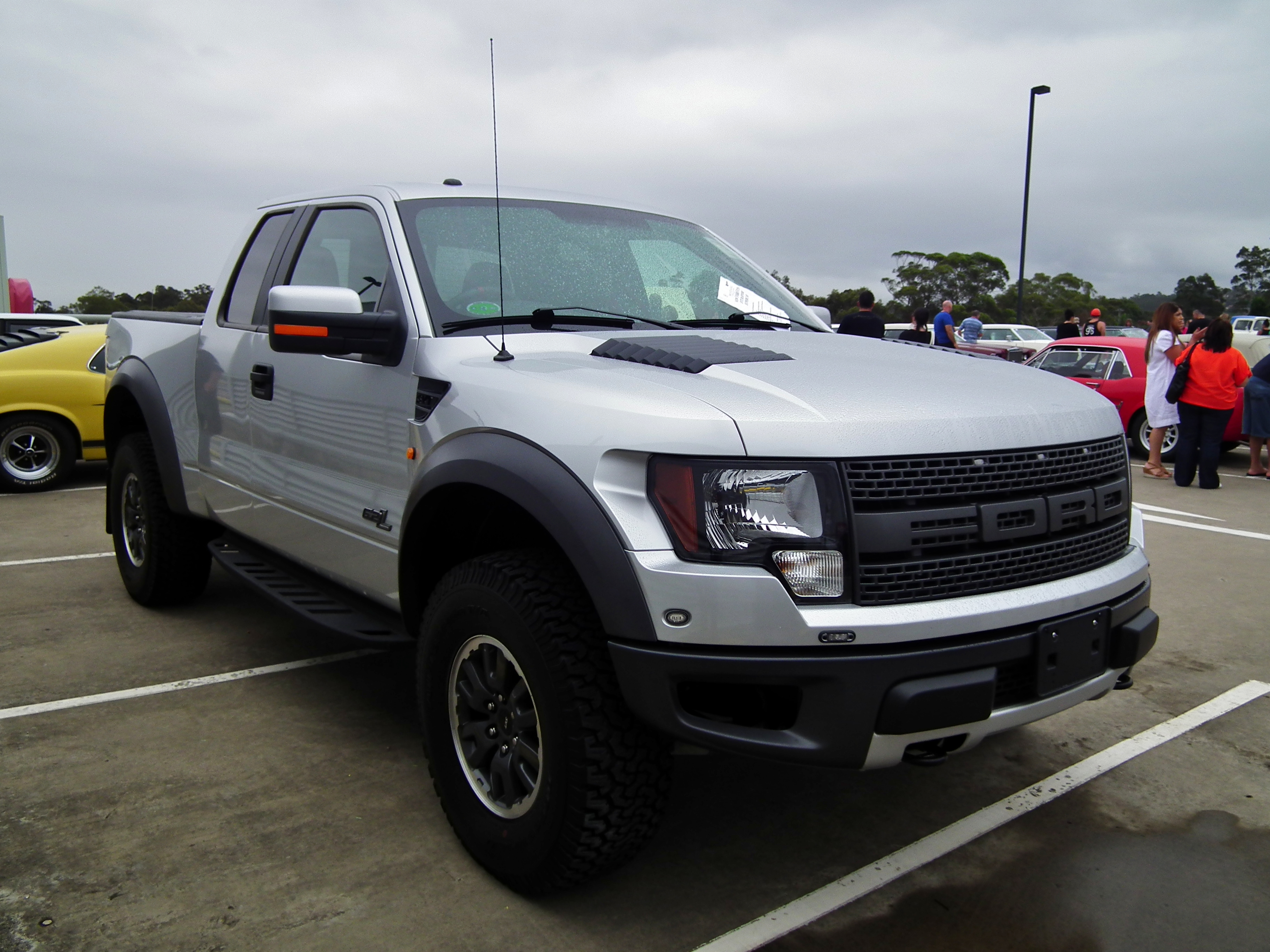
2012 F-150 SVT Raptor SuperCab (Australie)

En 2010, Ford a présenté le F-150 SVT Raptor, le troisième pick-up F-Series développé par Ford SVT. Dans la lignée des précédents SVT Lightning, le Raptor était le pick-up F-Series le plus performant, y compris des modifications apportées au châssis et au groupe motopropulseur. En contraste frappant avec le Lightning orienté pour la rue et la piste, le Raptor a été développé en tant que version légale d'un véhicule de course dans le désert.
Se distinguant par son insigne de calandre «FORD», le SVT Raptor est équipé d'une suspension redessinée à voie large, permettant un débattement des roues beaucoup plus long; d'autres composants électroniques ont optimisé sa traction sur route et hors route. Propulsé par un V8 de 6,2 L et 411 ch provenant des pick-ups Super Duty (un V8 de 5,4 L et 310 ch était proposé en 2010), le Raptor était la version la plus puissante du F-150.
Initialement proposé en SuperCab, le Raptor était également proposé en SuperCrew 4 portes.

## Controverse sur la copie chinoise

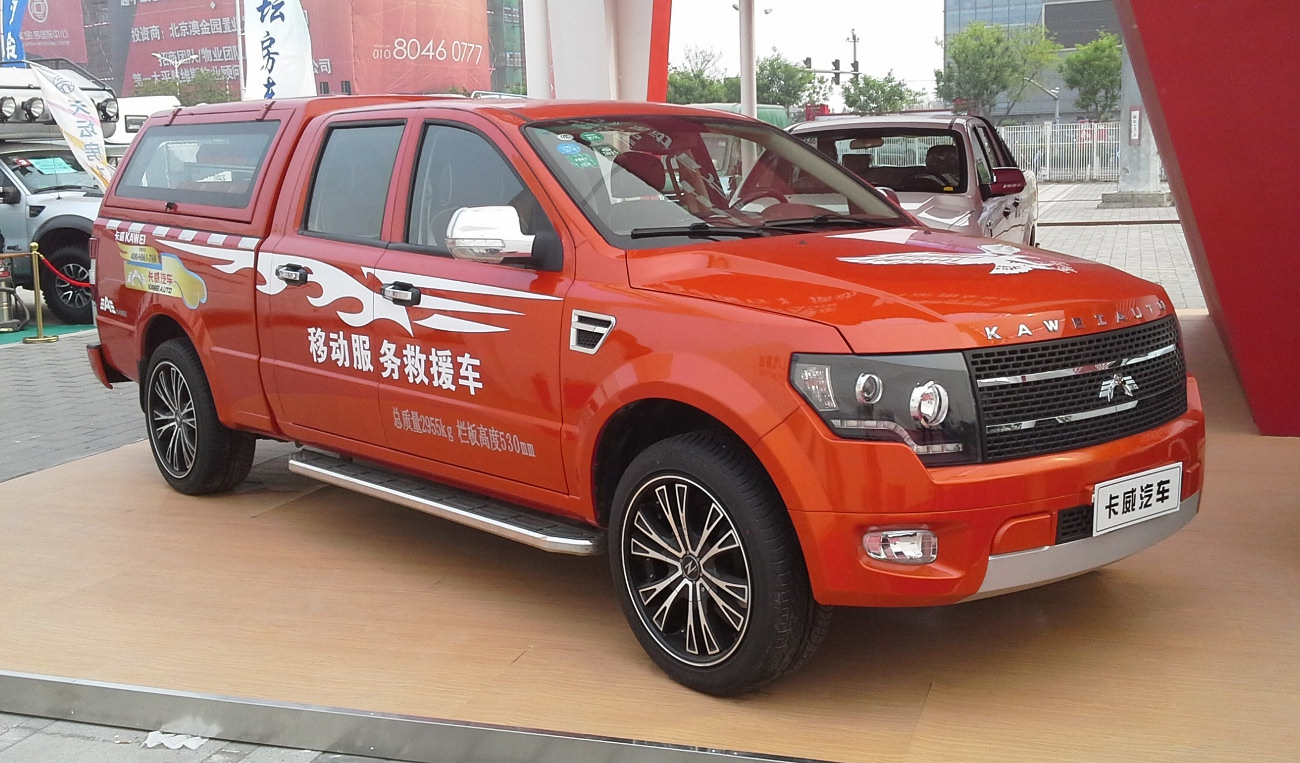
Kawei K1.

En 2014, la société chinoise Jiangsu Kawei Automotive a lancé le Kawei K1, qui semblait être presque identique au Ford F-150.
Interrogé par Fox News en 2014, un porte-parole de Ford a déclaré qu'il était au courant du Kawei et que son conseiller juridique enquêtait sur la meilleure façon de traiter le problème.